# Костоляни-над-Горнадом
Костоляни-над-Горнадом (словац. Komárovce) — село в окрузі Кошиці-околиця Кошицького краю Словаччини. Площа села 6,88 км². Станом на 31 грудня 2016 року в селі проживав 1251 житель.

## Історія
Перші згадки про село датуються 1423 роком.

## Населення
| Рік:            | 1994. | 2004. | 2014.   | 2024.   |
| --------------- | ----- | ----- | ------- | ------- |
| Кількість осіб: | 0     | 1199  | 1229    | 1188    |
| Різниця:        |       | –     | +2,50 % | -3,33 % |

| Рік:            | 2023. | 2024.   |
| --------------- | ----- | ------- |
| Кількість осіб: | 1207  | 1188    |
| Різниця:        |       | -1,57 % |